# Queen Mary's Marriage Act
Il  Queen Mary's Marriage Act (1 Mar. Sess. 3 c. 2), fu un atto del Parlamento d'Inghilterra, approvato nell'aprile 1554, per regolamentare il futuro matrimonio e il regno congiunto della regina Maria I e Filippo di Spagna, figlio ed erede apparente del Sacro Romano Imperatore Carlo V.
In realtà, l'atto sembra aver funzionato come un contratto commerciale tra Inghilterra e Spagna; specifica cosa la Spagna poteva aspettarsi dall'unione, assicurando allo stesso tempo agli inglesi che l'Inghilterra non sarebbe diventata un satellite della Spagna.

## L'atto
In base ai termini del trattato di matrimonio, Filippo avrebbe dovuto godere dei titoli e degli onori della moglie come re d'Inghilterra e Irlanda per tutto il tempo in cui il loro matrimonio fosse durato. Tutti i documenti ufficiali, compresi gli atti del Parlamento, dovevano essere datati con entrambi i loro nomi (con quello di Filippo che precedeva quello di Maria, come ritenuto appropriato per marito e moglie), e il Parlamento d'Inghilterra doveva essere convocato sotto l'autorità congiunta della coppia. L'Atto stabiliva che Re Filippo avrebbe preso parte al governo dei regni di Maria, riservando la maggior parte dell'autorità a Maria stessa. Formalmente, re Filippo avrebbe dovuto co-regnare con sua moglie secondo l'atto, che tuttavia garantiva che il nuovo re non sarebbe diventato troppo potente; l'atto gli proibiva di nominare stranieri a qualsiasi carica, di portare sua moglie o qualsiasi figlio che potesse nascere da loro fuori dal suo regno, o di reclamare la corona per sé stesso se fosse sopravvissuto alla moglie.
L'atto presupponeva che Maria avrebbe avuto figli da Filippo e consentiva la piena unione personale tra Inghilterra e Irlanda e tutti i regni che Filippo avrebbe ereditato da suo padre o da sua nonna, la regina Giovanna, nel caso in cui Carlo, figlio di Filippo da un precedente matrimonio, fosse morto senza figli.
Maria I sposò Filippo di Spagna nella cattedrale di Winchester il 25 luglio 1554.

## Abrogazione
L'atto fu abrogato dallo Statute Law Revision Act del 1863.